# Ngaban
Ngaban is een bestuurslaag in het regentschap Sidoarjo van de provincie Oost-Java, Indonesië. Ngaban telt 4154 inwoners (volkstelling 2010).